# José Carvalheira Ramos
José Carvalheira Ramos, nascido em Cataguases (Minas Gerais), foi um político brasileiro do estado de Minas Gerais. Foi deputado estadual em Minas Gerais pelo PR de 1947 a 1951.
Foi reeleito deputado estadual para a 2ª Legislatura (1951 - 1955), pela UDN. Renunciou em 29/7/1953, sendo substituído pelo deputado João Batista Miranda.

Em 1957, José Carvalheira Ramos publicou o livro "Problemas da Lei do Selo e sua solução".